# Sant Ginièis de Fountarecho
Sant Ginièis (en francès Saint-Geniès-de-Fontedit) és un municipi occità del Llenguadoc, situat al departament de l'Erau i a la regió d'Occitània.

## Demografia

Població 1962-2008